# Lardier-et-Valença
Lardier-et-Valença è un comune francese di 283 abitanti situato nel dipartimento delle Alte Alpi della regione della Provenza-Alpi-Costa Azzurra.

## Società

### Evoluzione demografica
Abitanti censiti